# Voyria caerulea
Espèce
Classification APG III (2009)
Synonymes
selon tropicos :
- Leiphaimos calycina (Splitg. ex C. DC.) Miq.
- Leiphaimos spathacea (Lam.) Miq.
- Lita breviflora (Lam.) Spreng.
- Lita caerulea (Aubl.) Willd.
- Lita spathacea (Lam.) Spreng.
- Voyria breviflora Lam.
- Voyria calycina Splitg. ex C. DC.
- Voyria spathacea Lam.[1]

selon le GBIF :
- Leiphaimos calycina (Splitg. ex A.DC.) Miq.
- Leiphaimos spathaceus (Lam.) Miq.
- Lita breviflora (Lam.) F.Dietr.
- Lita breviflora (Lam.) Spreng.
- Lita caerulea (Aubl.) Forsyth fil.
- Lita caerulea (Aubl.) Willd.
- Lita coerulea (Aubl.) Willd.
- Lita spathacea (Lam.) F.Dietr.
- Lita spathacea (Lam.) Spreng.
- Voyria breviflora Lam.
- Voyria calycina Splitg.
- Voyria calycina Splitg. ex A.DC.
- Voyria calycina Splitg. ex C.DC.
- Voyria coerulea Aubl.
- Voyria spathacea Lam.
- Voyria spathacea Splitg.[2]

Voyria caerulea est une espèce de plante herbacées mycohétérotrophes néotropicale, appartenant à la famille des Gentianaceae. Il s'agit de l'espèce type du genre Voyria.

## Répartition
On rencontre Voyria rosea de la Colombie au sud du Brésil, en passant par le Venezuela (Amazonas et Bolivar), et les Guyanes, dans les forêts à 0-600 m d'altitude,,,.

## Description
Voyria caerulea est une herbacée haute de 5-10 cm.
Les tiges sont de couleur bleuâtres à blanches, parfois pourpre foncé.
L'inflorescence comporte 2-6(-25) fleurs renfermées dans des bractées.
Les fleurs sont 5(6)-mères avec un calice long de 10-25 mm : le tube irrégulièrement fendu le long de la ligule et les lobes longs de 1-2 mm.
La corolle est longue de 8-20 mm.
Ses lobes, blancs à saumon mesurent 1-2 mm de longueur.
Les filaments sont absents ou distincts et longs de 0-5 mm.
L'ovaire est dépourvu de glandes.
Les fruits sont des capsules déhiscentes par 2 valves.
Les graines sont subglobuleuses,,.

## Écologie
Voyria caerulea est commune, visible quasiment toute l'année, dans les forêts de terre ferme et au bord des cours d'eau, parmi la littière, du niveau de la mer jusqu'à 600 m d'altitude,.
Voyria caerulea a été étudiée sous divers aspects :
- la morphologie de son pollen[7],[8]
- la biologie de sa reproduction[9],[10]
- sa relation parasitique/symbiotique avec ses champignons hôtes[11],[12],[13],[14],[15],[16]
- sa classification phyllogénétique[17],[18]

## Protologue

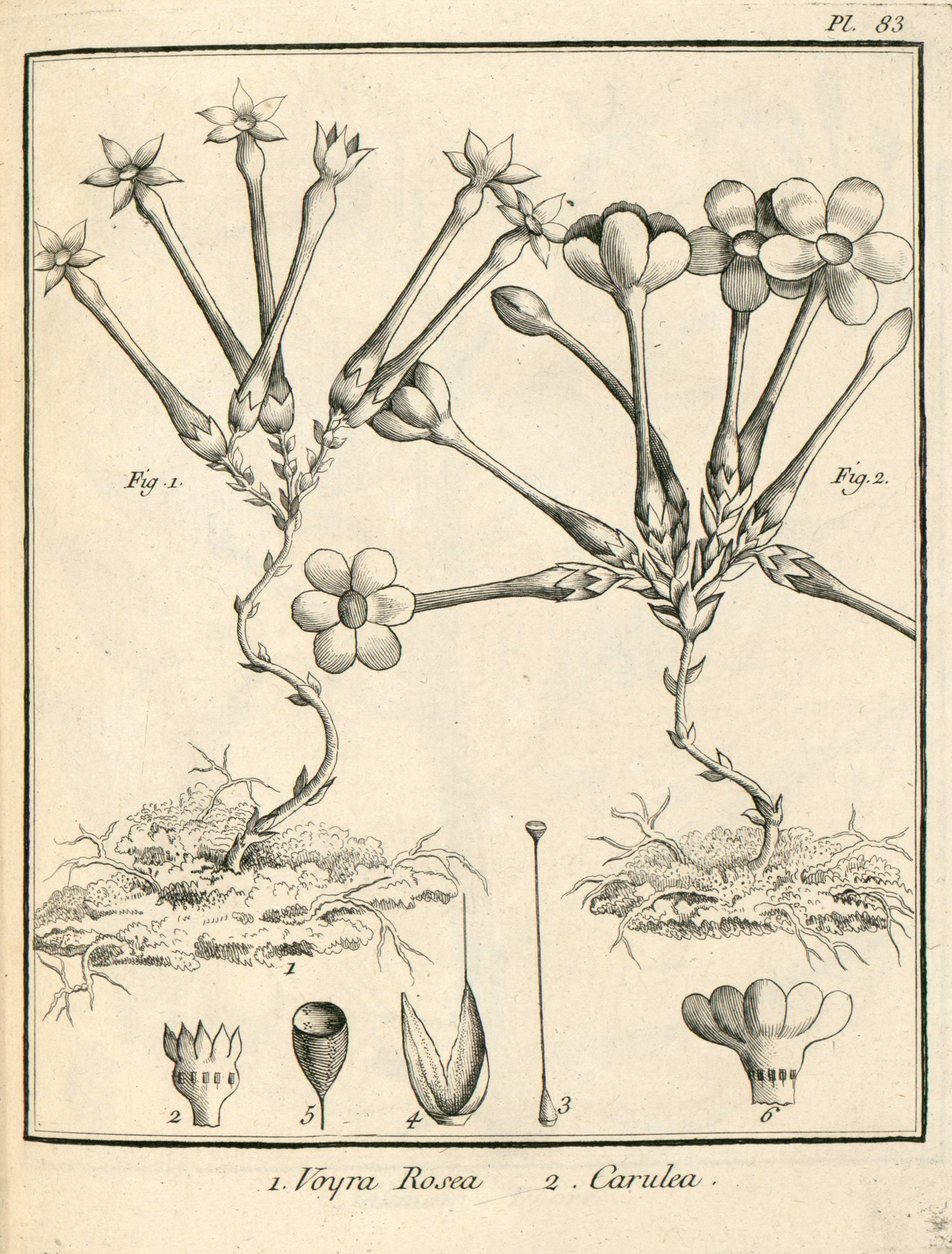
Voyria caerulea (Fig. 1.) et Voyria cærulea (Fig. 2.) par Aublet (1775) :
Planche 83. - Fig. 1. Voyria cærulea - 1. Tubercule. - 2. Corolle ouverte. Étamines. - 3. Diſque. Ovaire. Style. Stigmate. - 4. Capſule ouverte en deux valves. - 5. Capſule coupée en travers, dans laquelle on voit quatre rangs de ſemences. - Fig. 2. Voyria caerulea - 6. Corolle ouverte. Étamines.

En 1775, le botaniste Aublet en a proposé le protologue suivant :
« 2. Voyria (cærulea) floribus geminacis ; laciniis corollæ rotundatis. (TABULA 83. Fig. 2.)
Altera ſpecics, floribus violaceis, limbo quinque aut ſex-fido, lobis rotundatis.
Repcritur in ſylvis rcmotis Guianæ, ſuprà originem amnis Galibienſis.
Florebat fructumque ferebat Maio.
Nomen Caribæum voyria.
LA VOYERE bleue. (Planche 83. Fig. 2.)
Cette plante diffère de la précédente par ſes rameaux qui ſont plus nombreux; par le calice de ſes fleurs qui eſt plus grand, & a des découpures plus longues & plus étroites, par la couleur de ſa corolle qui eſt bleue ; par l'évaſement de l'ouverture de ſon tube ; par les lobes de ſon pavillon, qui ſont plus grands, plus larges & arrondis, quelquefois au nombre de ſix, & pour lors on compte ſix étamines.
Cette plante croît dans les forêts des différents palmiers qui ſe trouvent depuis la ſource de la crique des Galibis juſqu'à la rivière de Sinémari en allant de l'eſt à l'oueſt. Elle étoit en fleur au mois de Mai.

La plante indiquée par M. Jaquin, ſous le nom de Gentiana (aphylla) corollà quinquefidâ, hypocrateriformi ; caule aphyllo. Tab. LX. fig. 3. & nommée par le P. Plumier, Helleborine aphyllos, flore luteo. Cat. 9. eſt une eſpèce du genre de la Voyere. »
— Fusée-Aublet, 1775.

## Galerie

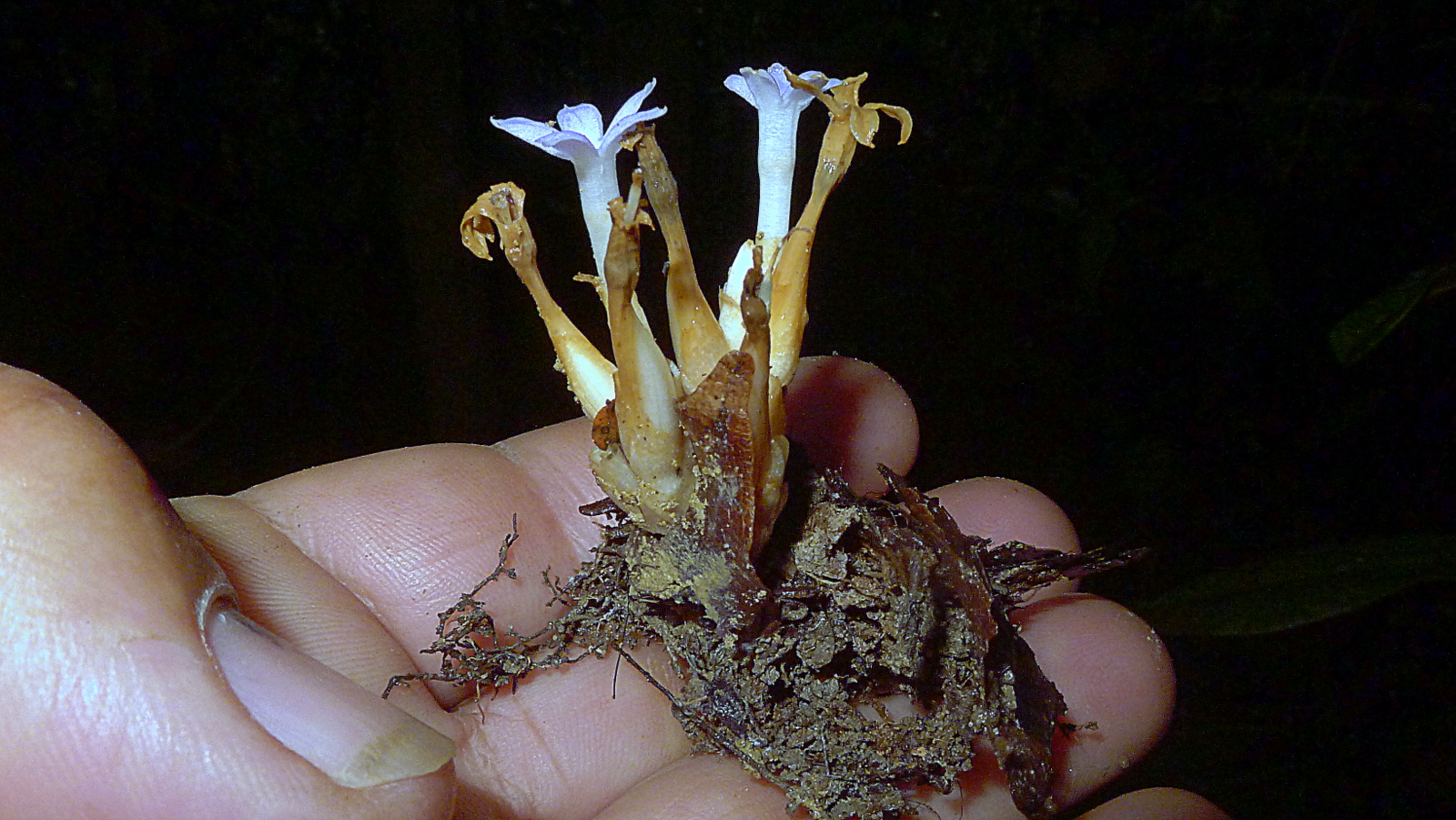
pied de Voyria caerulea
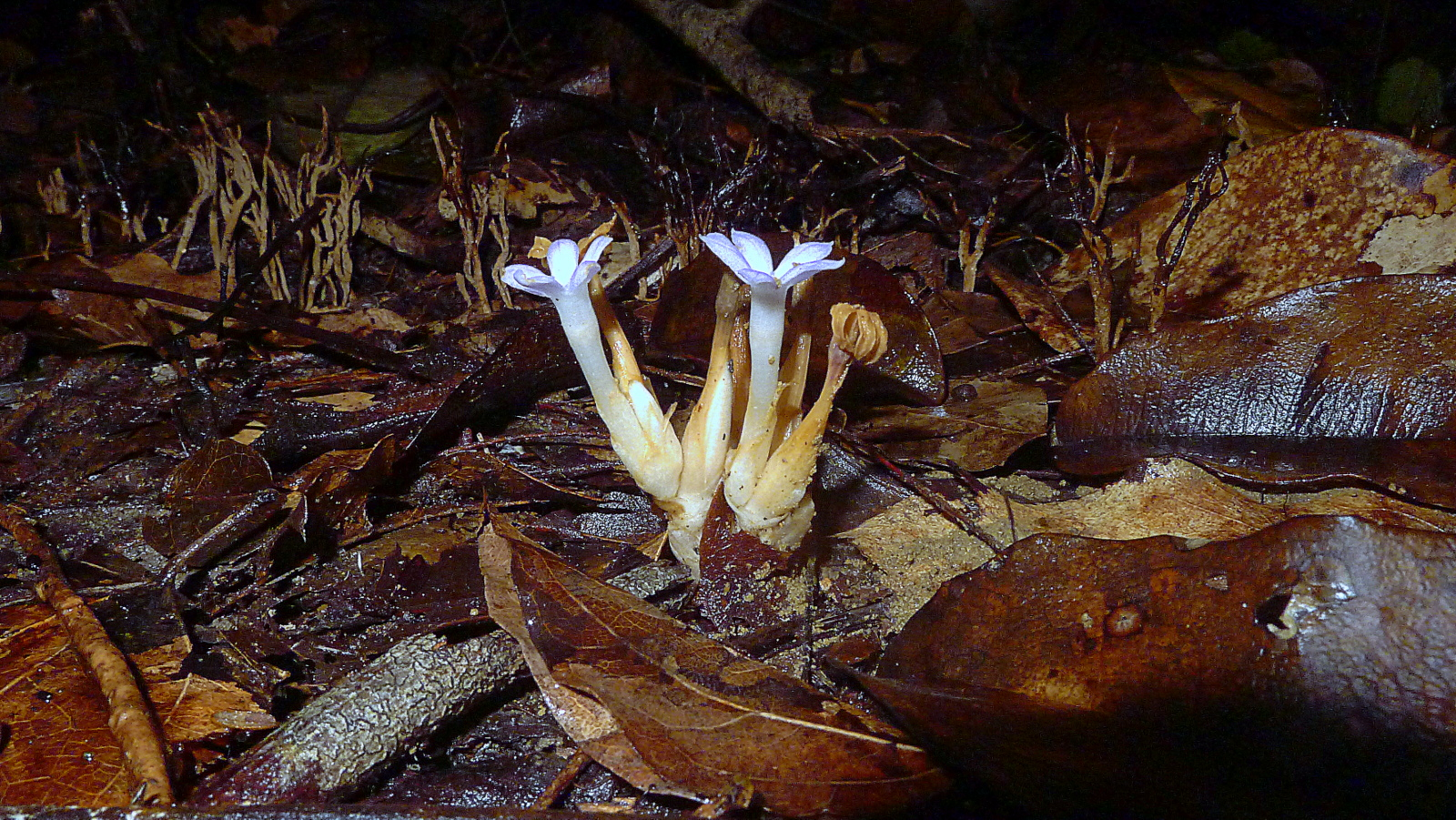
pied de Voyria caerulea
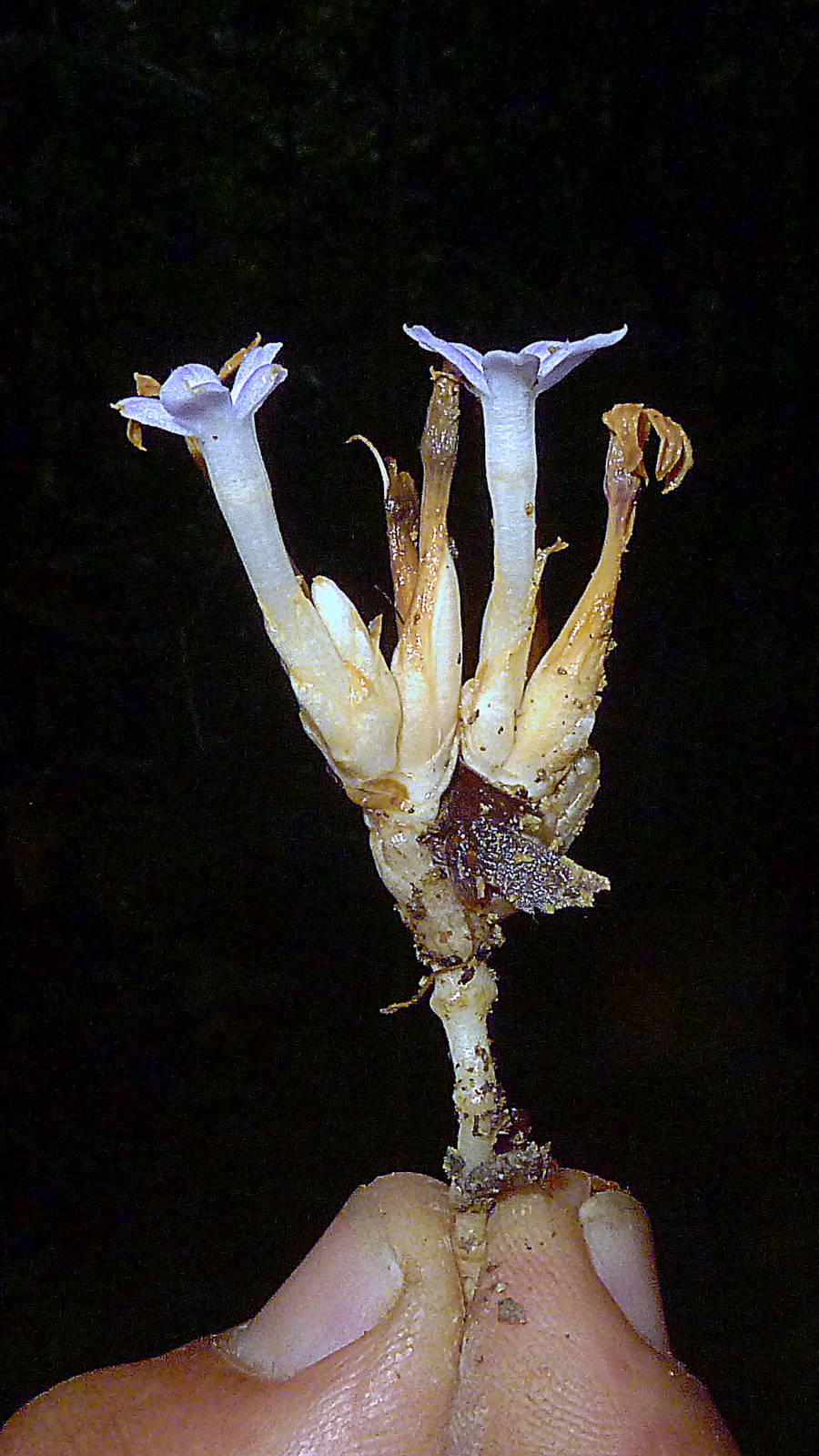
inflorescence de Voyria caerulea
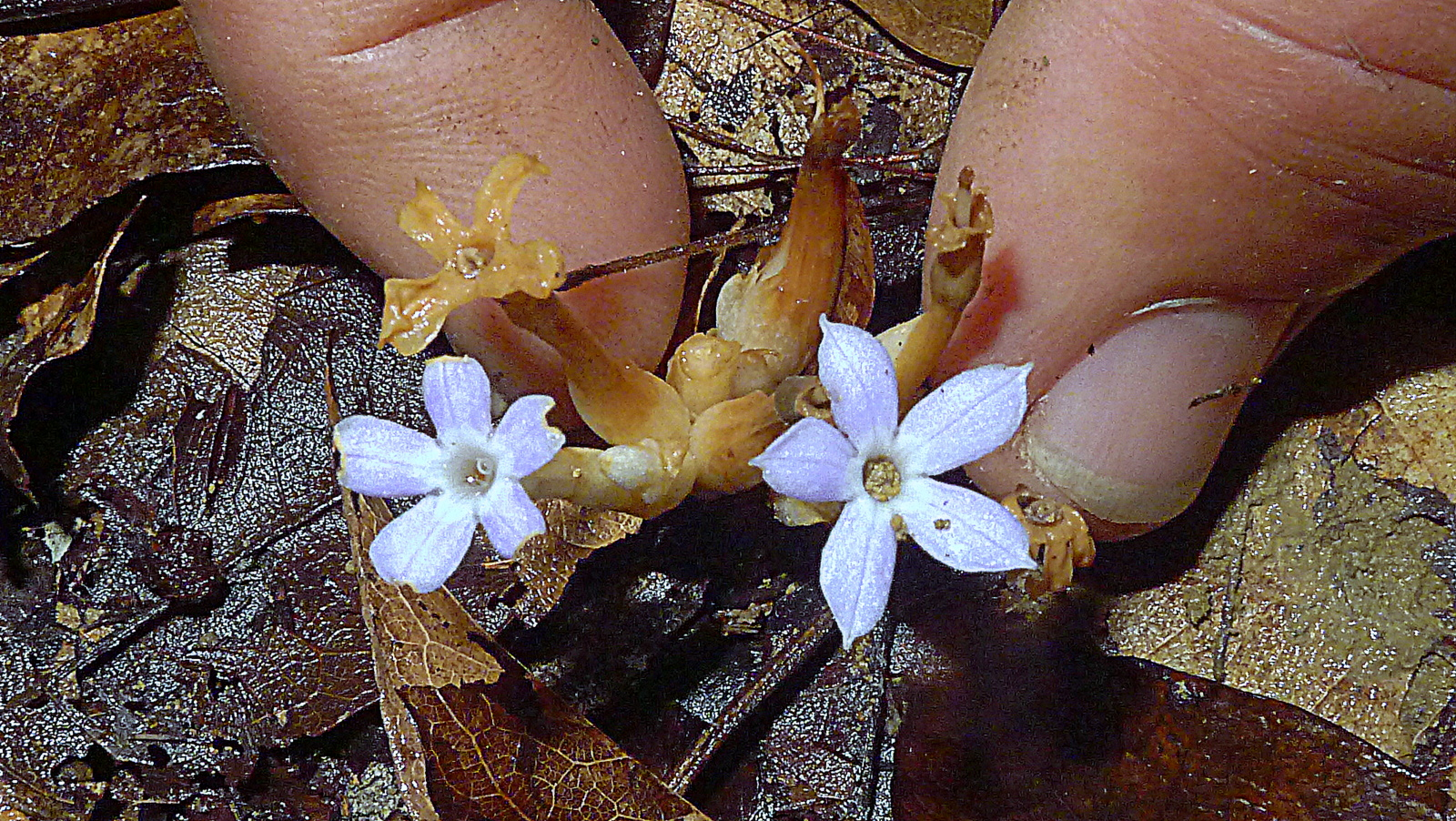
fleurs de Voyria caerulea
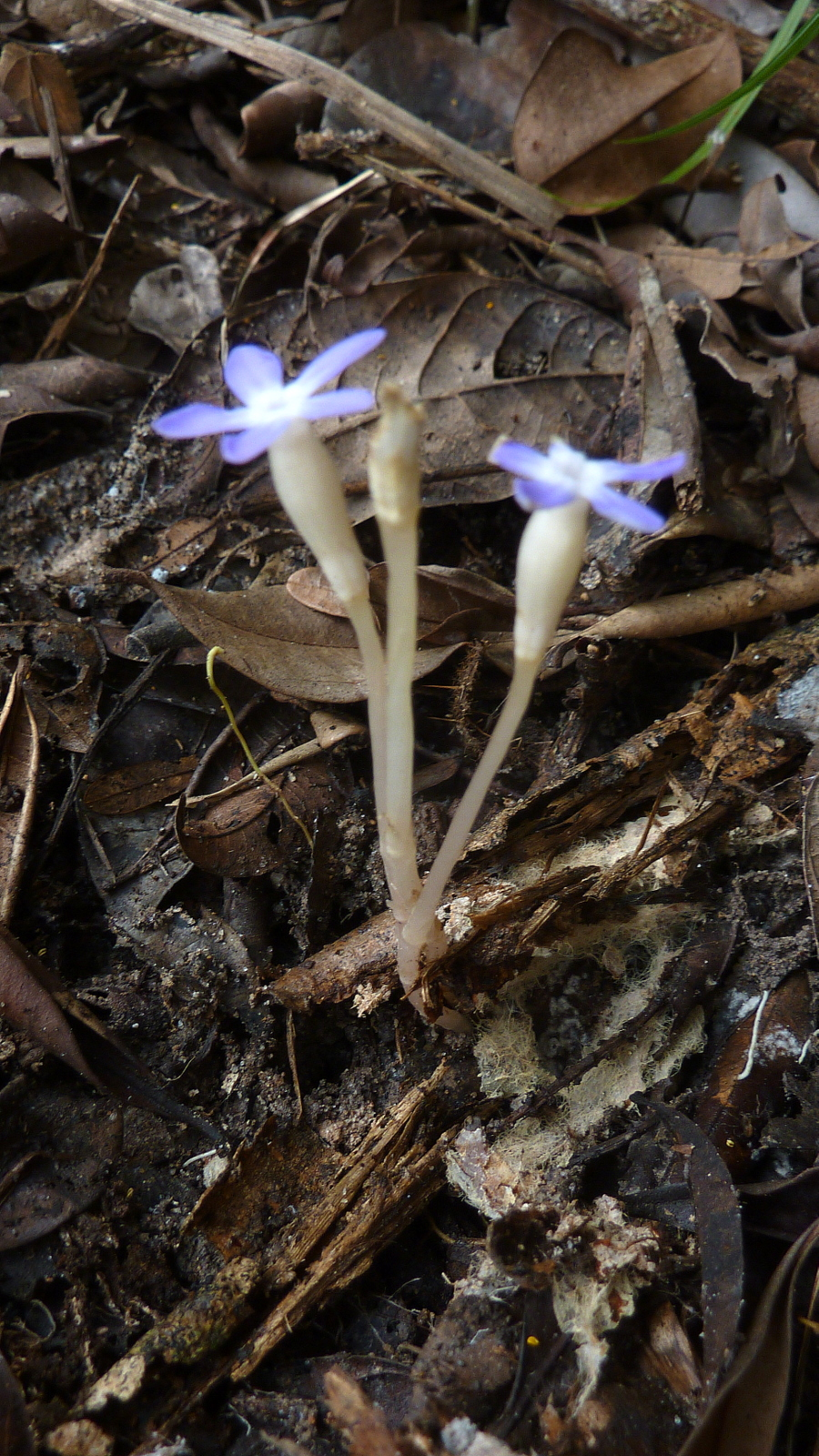
pied de Voyria caerulea
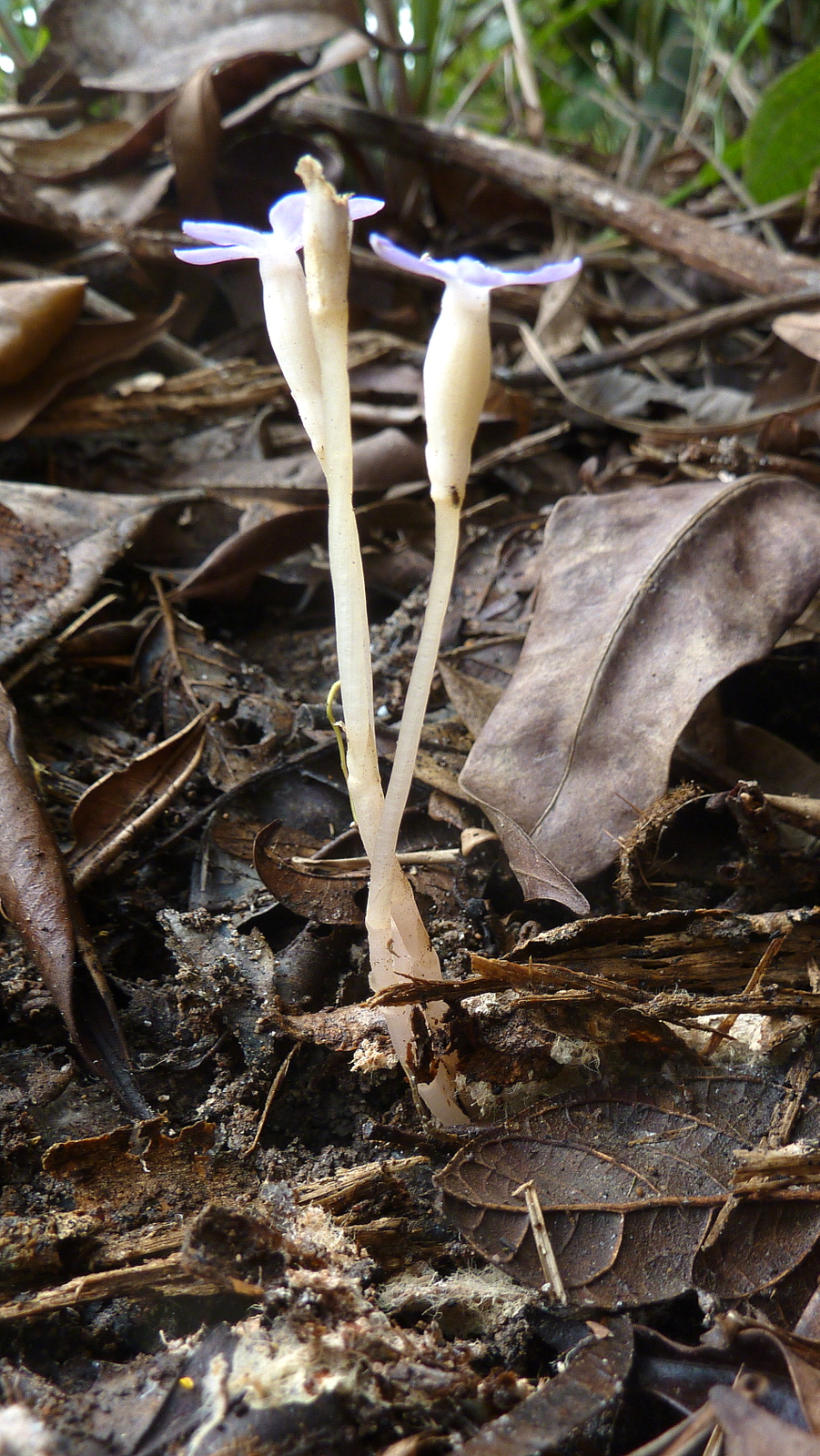
pied de Voyria caerulea
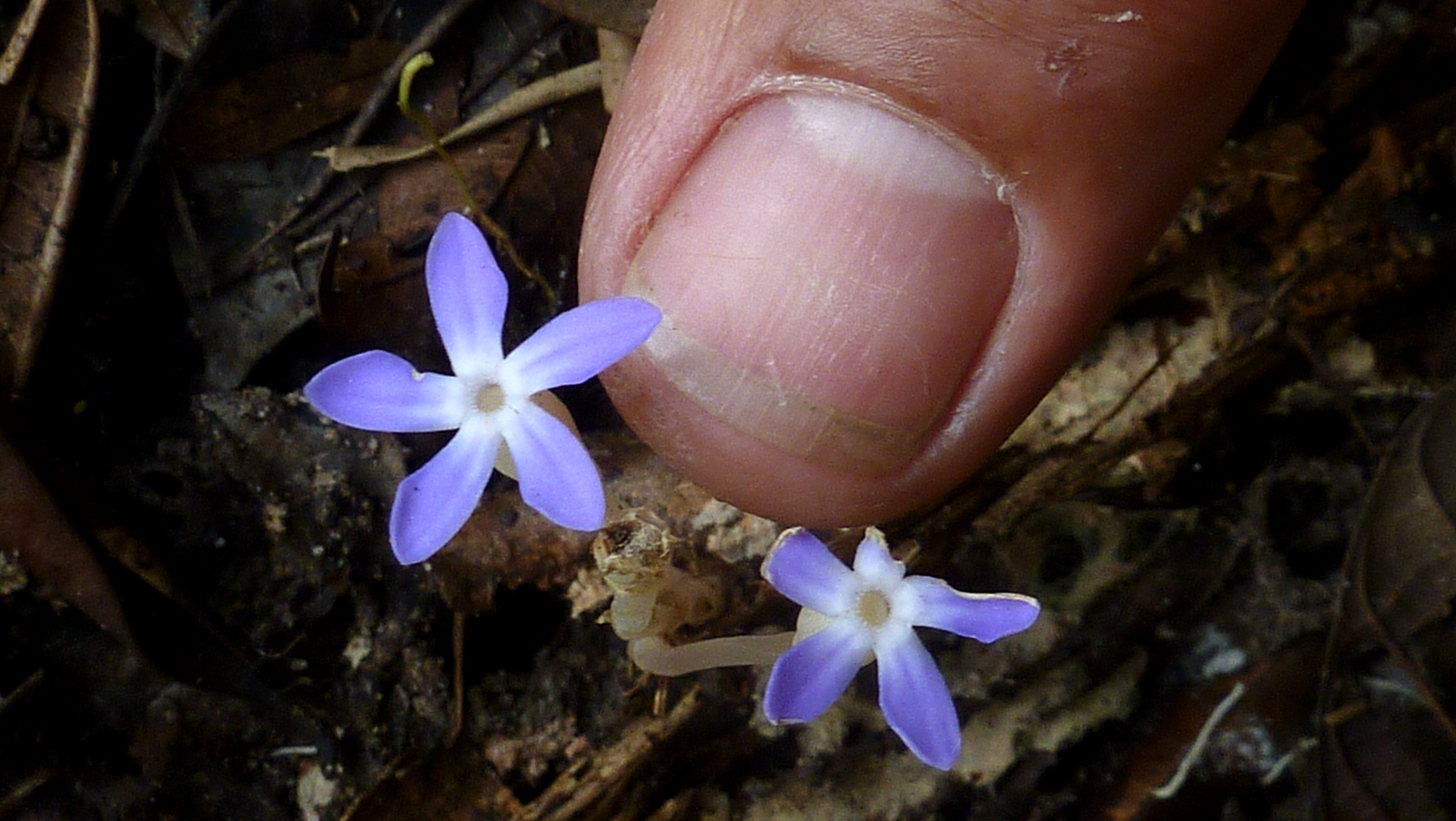
fleurs de Voyria caerulea
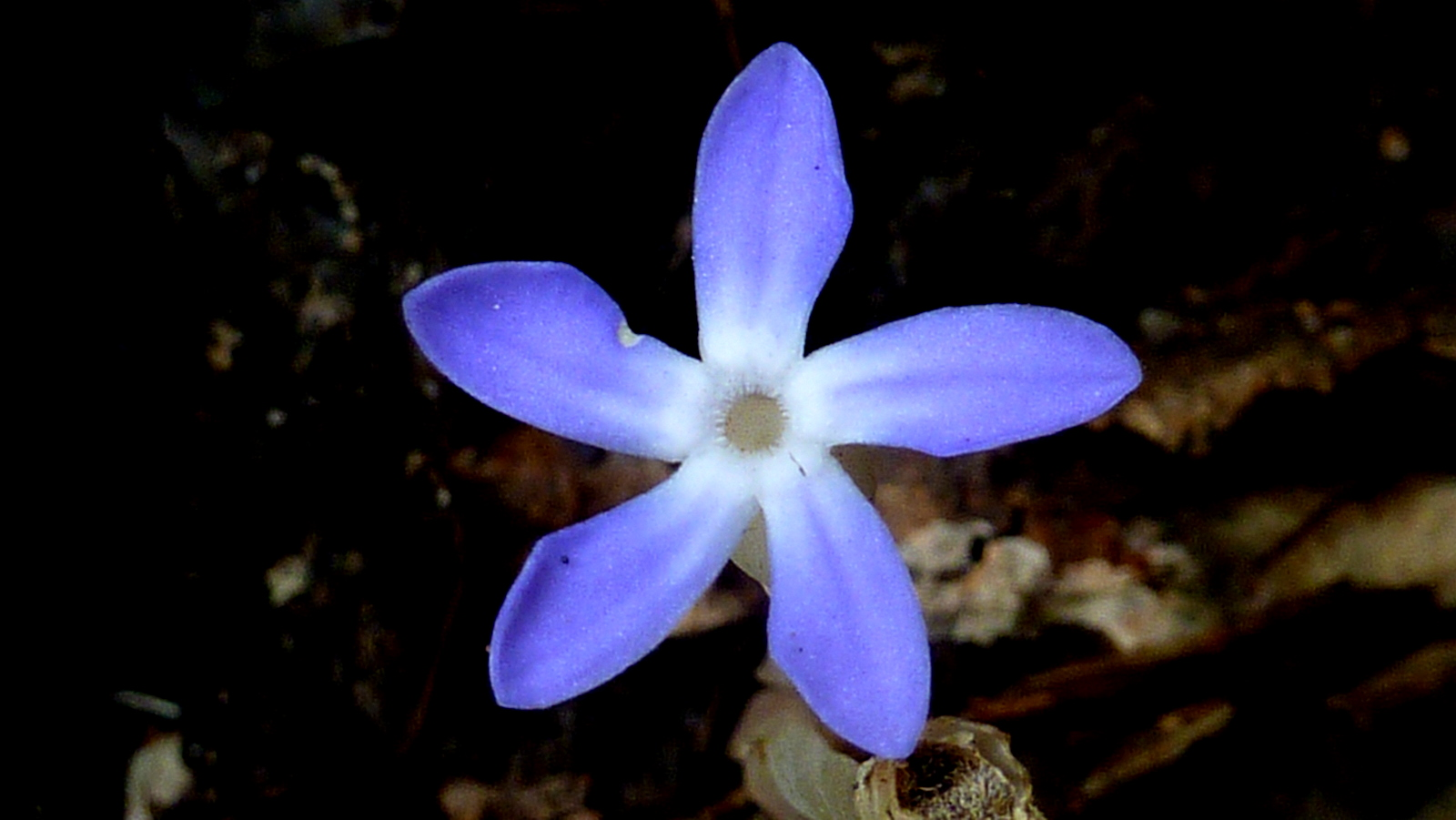
fleur de Voyria caerulea
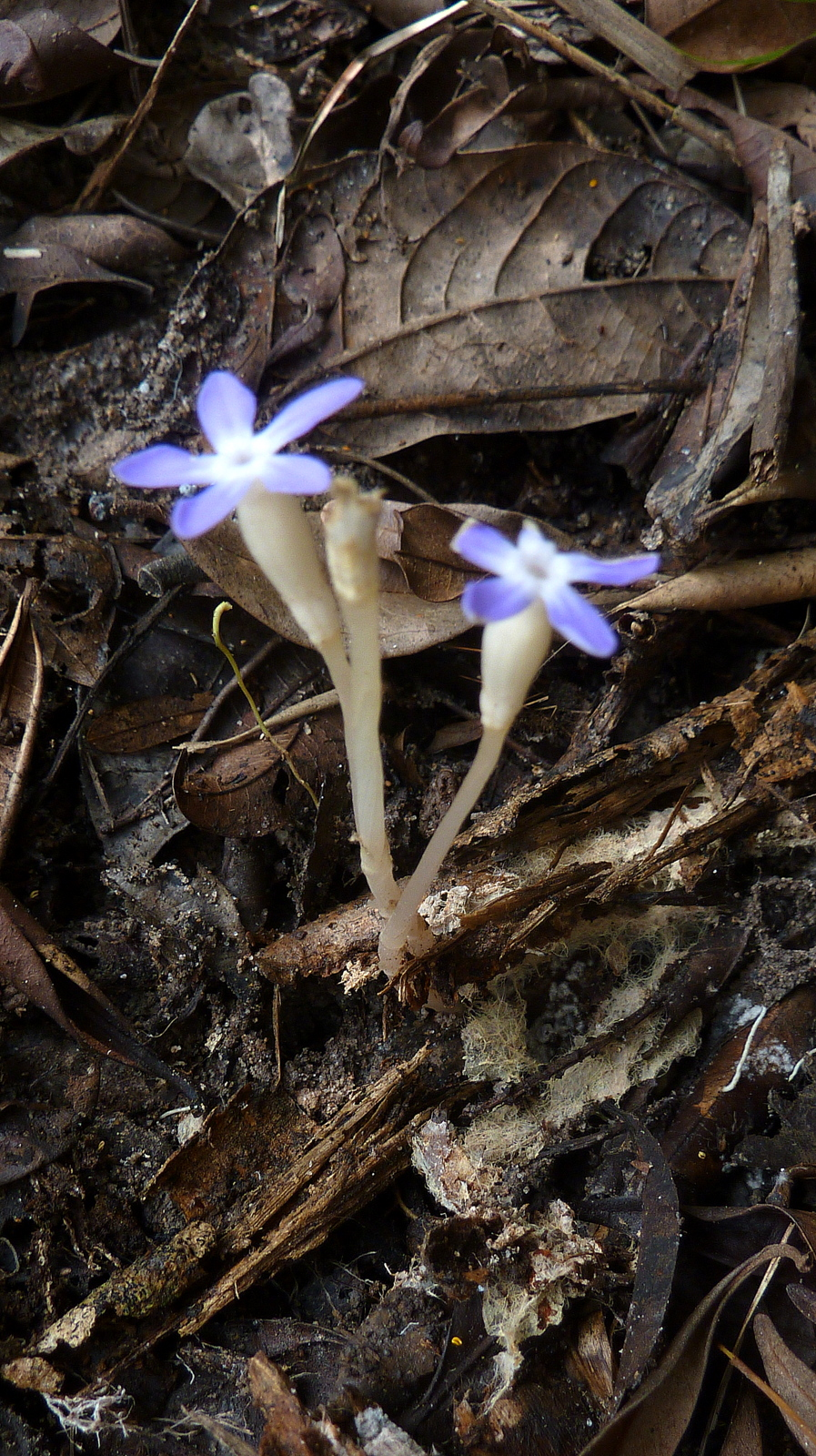
pied de Voyria caerulea